# Dactylochelifer redikorzevi
Dactylochelifer redikorzevi es una especie de arácnido del orden Pseudoscorpionida de la familia Cheliferidae.

## Distribución geográfica
Se encuentra en Asia Central.